# オラフ・イサクセン
オラフ・イサクセン（Olaf Wilhelm Isaachsen,1835年5月16日 - 1893年9月22日）は、ノルウェーの画家である。肖像画やノルウェーの風景や人々の生活を描いた。

## 略歴
ノルウェー南部、アグデル県のマンダールで生まれた。裕福な実業家の一族の出身で父親は弁護士であった。はじめ、いとこの女性画家ヘドヴィグ・エリクセン・ルンド(Hedevig Erichsen Lund: 1824–1888)とその夫のベルント・ルンド(Bernt Lund: 1812–1885)から絵を学んだ。1850年年からオスロ(当時の呼称はクリスチャニア)の美術学校で Joachim Frich(1810-1858) と Johannes Flintoe(1786-1870)に学んだ。1852年から陸軍士官学校で学び始めたが、病気のため1854年に中退した。
1854年から1858年まで、デュッセルドルフ美術アカデミーに入学し、ヨーゼフ・ヴィンターゲルスト(Josef Wintergerst: 1783-1867)やカール・ミュラー(Karl Müller: 1818-1893)に学んだ。当時デュッセルドルフで活動していたノルウェー出身のアドルフ・ティーデマン(1814-1876)からも個人教授を受け、民族意識を基盤とするロマン主義のスタイルの影響を受けた。同時期にデュッセルドルフで修行していたノルウェーの画家、ペーテル・ニコライ・アルボ(1831-1897)とも知り合っていたとされる。デュッセルドルフの芸術家協会、「マルカステン」のメンバーとなった。
フィンランドから修行に来ていたアドルフ・フォン・ベッカー(1831-1909)とともに1859年にパリに移り、トマ・クチュールや写実主義の画家ギュスターヴ・クールベに学び、1862年までパリに滞在した。
イサクセンは、ノルウェーとドイツ国内だけでなく、ベルギー（1857年）、フランス（1861年、1867年）、イタリア（1863年）、イギリス（1859年、1862年）などに何度も訪れ、作品を描いた。
1864年にデュッセルドルフで獣医師の娘と結婚し、4人の子供が生まれたが、妻は1870年に結核で亡くなった。1864年から1866年の間はノルウエーのセテスダル(Setesdal)で暮らした。1870年代に再び国外で働き、デュッセルドルフやパリに長期滞在し、パリでは印象派の画家たちからも影響を受けた。
1893年にノルウエー南部の現在のクリスチャンサンの一部となっているVågsbygdで亡くなった。

## 作品

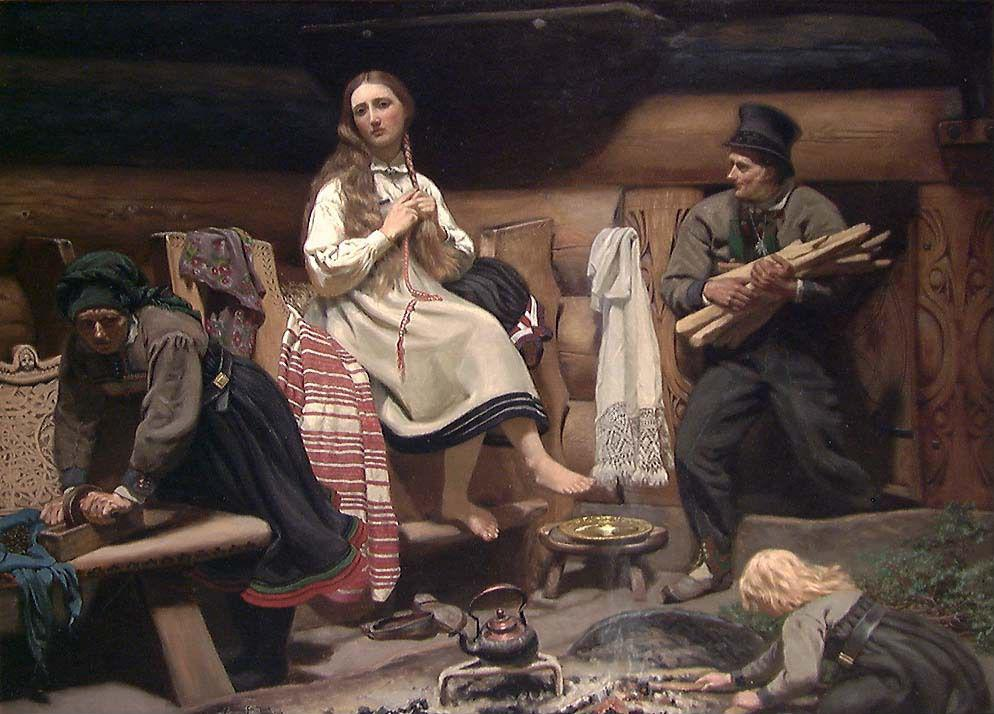
老人のいる農家の室内 (1869) オスロ国立美術館
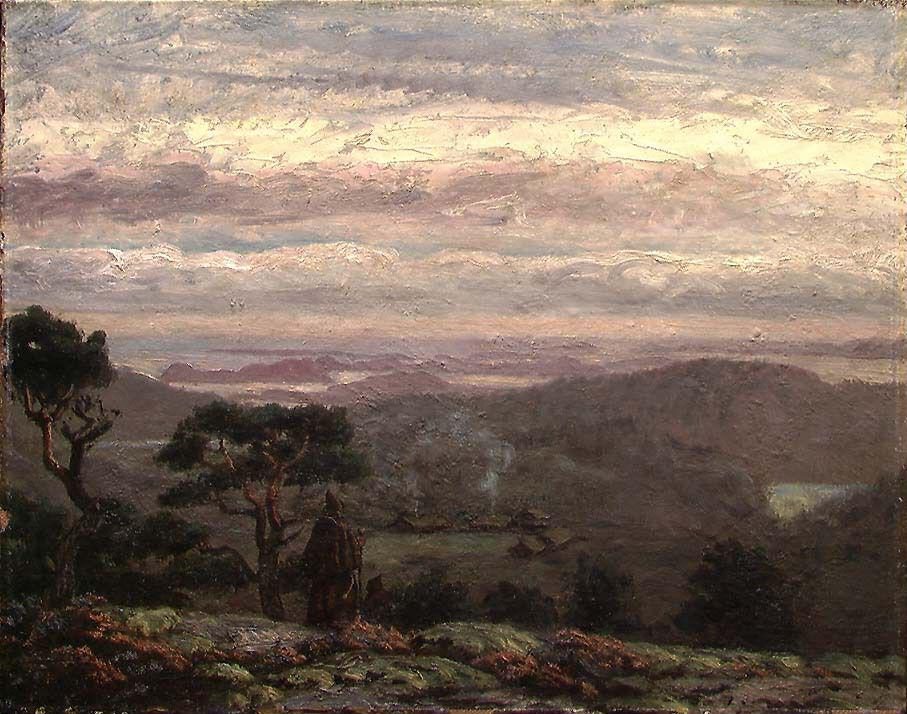
修道士のいる夕方の風景 (1884) オスロ国立美術館
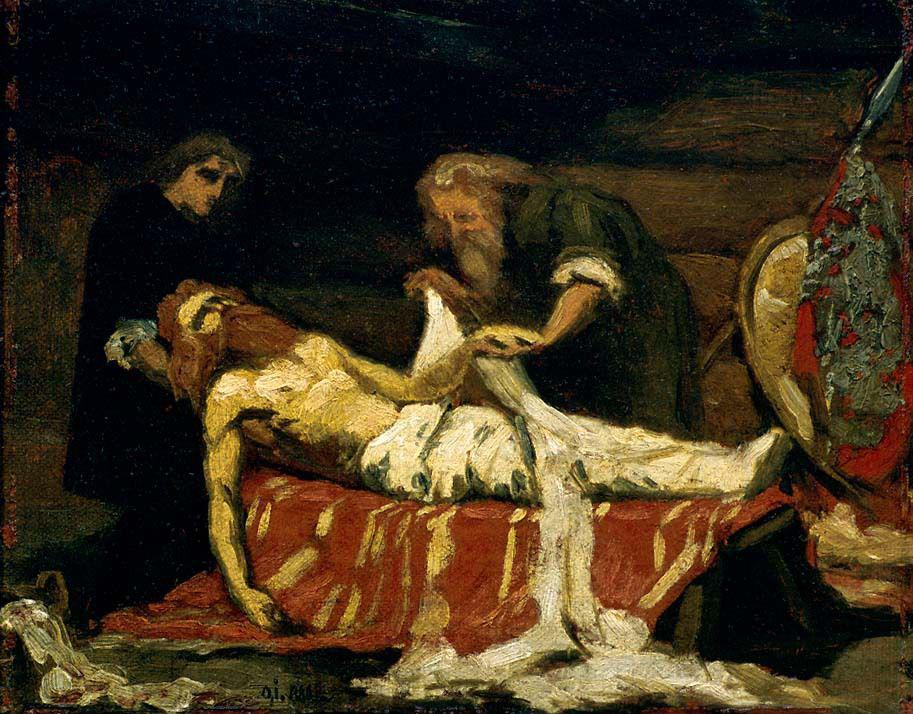
聖オーラヴに包帯を巻く人 (1880) オスロ国立美術館

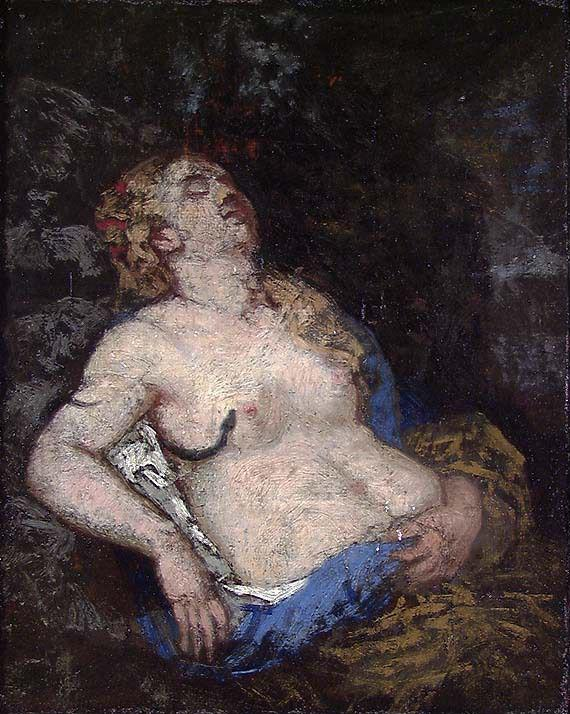
クレオパトラ (1860) オスロ国立美術館
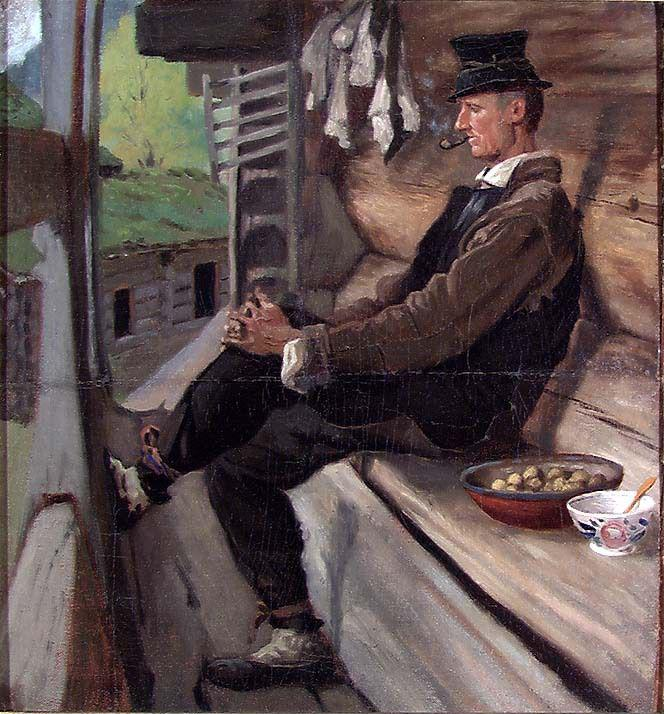
パイプで喫煙するセテスダルの農夫 (1860s) オスロ国立美術館
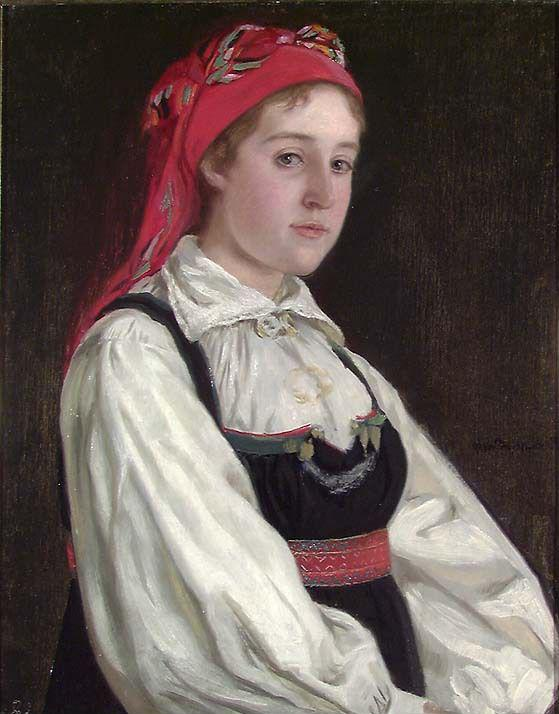
肖像画　(1870) オスロ国立美術館
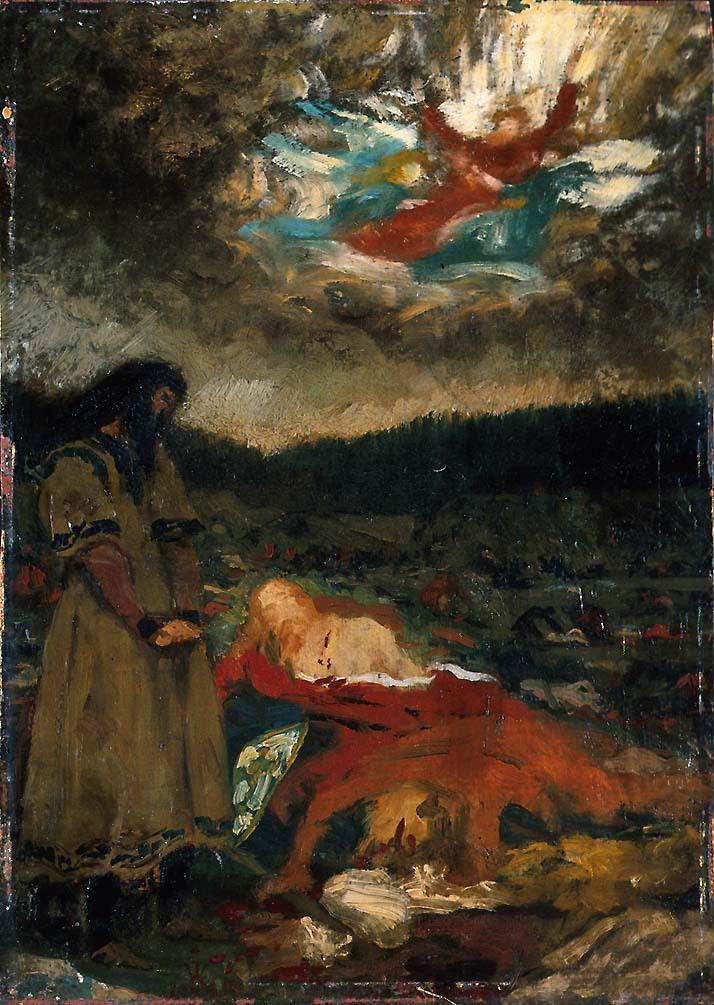
聖オーラヴの側のソリール・フンド　(1881) オスロ国立美術館